# Канчельскис, Андрей Антанасович
Андре́й Анта́насович Канче́льскис (род. 23 января 1969, Кировоград) — советский и российский футболист, полузащитник; тренер. Мастер спорта СССР международного класса. Заслуженный мастер спорта России (2011). Один из самых успешных и титулованных российских футболистов. Игрок сборной СССР/СНГ и сборной России. На высшем уровне играл 19 лет — 1988—2006. С 1999 года имеет подданство Великобритании.

## Клубная карьера

### Начало карьеры
Первое футбольное образование получил в кировоградской ДЮСШ «Звезда», за команду которой выступал во второй лиге СССР в 1986—1987 годах, и в харьковском спортинтернате.
Футбольную карьеру на высшем уровне начал под руководством Валерия Лобановского в киевском «Динамо», куда был переведён после призыва в армию в 1988 году. Первый официальный матч для Канчельскиса состоялся на Республиканском стадионе в Киеве 17 сентября 1988 года, когда он заменил Ивана Яремчука в игре против донецкого «Шахтёра». Свой первый гол в чемпионате СССР 19-летний полузащитник забил 4 ноября 1988 года в домашнем матче против московского «Динамо» (2:1). Выйдя на замену за тридцать минут до конца встречи при счёте 0:1, Канчельскис сравнял счёт. В 1989 году сыграл за «Динамо» Киев в 15 матчах чемпионата страны и завоевал первую свою футбольную награду — бронзовую медаль чемпионата СССР.
После окончания срока службы предпочёл продолжить карьеру в другом украинском клубе — донецком «Шахтёре», где стабильно выступал в основном составе, откуда летом 1990 года был приглашён в национальную сборную СССР для подготовки и участия в матчах отборочного турнира к чемпионату Европы 1992. В новом клубе полузащитник получал 700 рублей в месяц, плюс ему была предоставлена квартира и машина.

### Покорение Англии

#### «Манчестер Юнайтед»
6 февраля 1991 года, во время товарищеской игры со сборной Шотландии в Глазго, правого полузащитника сборной СССР заметил главный тренер «Манчестер Юнайтед» Алекс Фергюсон, который как раз искал такого игрока для своей команды. Просмотрев немало видеоматериалов о Канчельскисе и посетив товарищеский матч сборных Германии и СССР во Франкфурте, Фергюсон принял окончательное решение. Вскоре в «Шахтёр» поступило предложение о переходе Канчельскиса в клуб, который вскоре стал одним из сильнейших клубов 1990-х годов в Европе. Сумма трансфера составила 650 тыс. фунтов.
Дебют полузащитника за «Манчестер Юнайтед» состоялся 11 мая 1991 года, в одном из последних матчей сезона, против «Кристал Пэлас». Новый клуб Канчельскиса, лишённый многих игроков, занятых подготовкой к финалу Кубка обладателей кубков, потерпел поражение 0:3. А 15 мая «Манчестер Юнайтед» завоевал престижный европейский трофей, победив испанскую «Барселону» — 2:1. За игрой своей команды Канчельскис наблюдал с трибуны стадиона в Роттердаме.
Канчельскису удалось быстро адаптироваться в английском первенстве, и он с первого же сезона прочно занял место в основном составе манчестерского клуба и начал играть на месте правого полузащитника.
Сезон 1992/93 был не самым лучшим в карьере игрока — за основу он провёл только 14 игр, из них 10 раз на замену. Тем не менее, уже следующий сезон был для него лучшим в «МЮ».
Канчельскис провёл в составе «Юнайтед» четыре полных сезона — с 1991 по 1995-й. Наряду со Шмейхелем и Кантона, Робсоном и Инсом, Хьюзом и Гиггзом он был одним из лидеров клуба. За это время он помог команде дважды выиграть английскую Премьер-лигу, причём до первой из этих побед, в 1993 году, «Юнайтед» не выигрывал чемпионский титул с 1967 года, целых 26 лет. Также Канчельскис выигрывал Кубок Англии, Кубок Футбольной лиги, Суперкубок Европы и дважды Суперкубок Англии.
Среди списка английских трофеев мог быть и ещё один — Кубок Футбольной лиги 1994 года. Но в финальном матче против «Астон Виллы» 27 марта 1994 года Канчельскис совершил ошибку — за игру рукой в своей штрафной он был удалён с поля, а назначенный за это нарушение пенальти был успешно реализован. Матч закончился со счётом 3:1 в пользу «Астон Виллы».
Из особо успешных матчей можно выделить игру Премьер-лиги 1994/95 против «Манчестер Сити»: в историческом манчестерском дерби Канчельскис сделал хет-трик и голевую передачу, а матч в итоге закончился со счётом 5:0 в пользу «красных дьяволов». Этот хет-трик стал первым в истории «Юнайтед» после образования Премьер-лиги.
Участвовал в групповом турнире Лиги чемпионов 1994/95, и забил мяч в ворота шведского «Гётеборга».
Всего во всех турнирах за «Манчестер Юнайтед» Канчельскис сыграл 162 матча и забил 36 голов. По итогам голосования среди болельщиков с целью определения ста величайших игроков в истории «Юнайтед» Канчельскис занял 25-е место.
В сезоне 1994/95, вследствие небольшой травмы, а также из-за недоверия Фергюсона, многие матчи Канчельскис начинал на скамейке запасных, хотя успешно проводил выделенное ему время на поле и забивал много голов. Из-за большого желания постоянно выходить на поле в стартовом составе между тренером и игроком возник конфликт, который так и не был разрешён. В межсезонье Канчельскис был продан в ливерпульский «Эвертон», который в предыдущем сезоне завоевал Кубок Англии, в финале 20 мая 1995 обыграв как раз «Манчестер Юнайтед» — 1:0. Сделку можно оценить как весьма успешную в финансовом плане — трансферная стоимость полузащитника, за годы манчестерской карьеры, выросла с 650 тысяч до 5,5 миллионов фунтов. На тот момент эта покупка стала рекордной за всю историю «Эвертона».
Переход послужил одним из сопутствующих факторов для восхождения новой звезды английского футбола Дэвида Бекхэма, который заменил Канчельскиса на правом фланге полузащиты «Манчестер Юнайтед». Существует мнение, подтверждённое словами как Алекса Фергюсона, так и самого Бекхэма, что если бы Канчельскис остался в команде, то появление молодого англичанина в основном составе «Юнайтед» было бы осложнено и могло бы быть отложено на некоторое время. Ведь в начале 1995 Бекхэм был отправлен в аренду в скромный «Престон Норт Энд», клуб четвёртого по силе английского дивизиона (англ. Football League Third Division). А после ухода из команды Канчельскиса талантливый англичанин стал с первых же матчей выходить в стартовом составе «МЮ» и провёл отличный сезон, положивший начало своей яркой футбольной карьере.
| Годы    | Первый дивизион и Премьер-лига | Первый дивизион и Премьер-лига | Кубок Англии | Кубок Англии | Кубок лиги | Кубок лиги | Еврокубки | Еврокубки | Всего | Всего |
| Годы    | Матчи                          | Голы                           | Матчи        | Голы         | Матчи      | Голы       | Матчи     | Голы      | Матчи | Голы  |
| ------- | ------------------------------ | ------------------------------ | ------------ | ------------ | ---------- | ---------- | --------- | --------- | ----- | ----- |
| 1991—95 | 123                            | 28                             | 12           | 4            | 16         | 3          | 10        | 1         | 161   | 36    |

#### «Эвертон»
Проведённый за «Эвертон» сезон 1995/96 сложился для Канчельскиса очень удачно. Андрей легко закрепился в основном составе, выполняя на поле роль остроатакующего полузащитника и нападающего. В итоге с 16 забитыми голами он стал лучшим снайпером команды и любимцем болельщиков, для которых особенно значимыми оказались мячи, забитые в двух дерби против клуба «Ливерпуль». В матче первого круга 18 ноября 1995 дубль Канчельскиса принёс «Эвертону» победу на поле соперника, а во втором круге благодаря его забитому мячу матч закончился вничью 1:1. И до сих пор какое-либо из этих достижений (два забитых мяча «Ливерпулю» на «Энфилд Роуд» или оба матча-дерби сезона с забитыми мячами) никем из игроков «Эвертона» не повторено.
Также очень запоминающейся стала игра с клубом «Шеффилд Уэнсдей» на финише сезона, завершившаяся со счётом 5:2 в пользу «Эвертона» и хет-триком в исполнении Канчельскиса.
В апреле 1996 года он был признан лучшим игроком месяца в Премьер-лиге, вторым из четырёх игроков «Эвертона» (на данный момент), добившимся такого успеха. Канчельскис в очередной раз подтвердил свой высокий класс и профессионализм. Чемпионат 1995/96 «Эвертон» закончил неплохо — на шестом месте, что на тот момент было лучшим результатом для клуба за шесть лет.
Однако в следующем сезоне Канчельскис отыграл за английский клуб только полгода, в 20 матчах премьер-лиги забив 4 мяча. В связи с финансовыми трудностями и с учётом выгодного предложения от итальянской «Фиорентины», руководство «Эвертона» без согласования с игроком совершило сделку по его продаже. Канчельскис решил не идти против воли руководства клуба и в январе 1997 года отправился во Флоренцию.
| Годы    | Премьер-лига | Премьер-лига | Кубок Англии | Кубок Англии | Кубок лиги | Кубок лиги | Всего | Всего |
| Годы    | Матчи        | Голы         | Матчи        | Голы         | Матчи      | Голы       | Матчи | Голы  |
| ------- | ------------ | ------------ | ------------ | ------------ | ---------- | ---------- | ----- | ----- |
| 1995—97 | 52           | 19*          | 6            | 1            | 2          | 1          | 60    | 21    |

* — Английская Премьер-Лига и Transfermarkt указывают, что у Канчельскиса 19 голов в Премьер-лиге за «Эвертон». Они считают мяч, забитый на 76-й минуте матча «Блэкберн» — «Эвертон» 30 марта 1996 года, автоголом Ники Маркера. Другие источники приписывают этот гол Канчельскису: в таком случае у него 20 голов в Премьер-лиге.

### Италия. «Фиорентина»
Итальянцы приобрели Канчельскиса у «Эвертона» за 8 миллионов фунтов, что стало рекордной на тот момент трансферной суммой, выплаченной за российского игрока, наряду c суммой, которую выплатил миланский «Интер» за Игоря Шалимова.. По словам самого Андрея, сумма трансфера составила 5,5 млн фунтов.
Во второй половине чемпионата 1996/97 Канчельскис сыграл 9 матчей, в которых не забил ни одного мяча. Это связано было с сильными различиями футбольных стилей Италии и Англии. Привыкшему много времени проводить у чужих ворот и в опасных контратаках Канчельскису приходилось постоянно испытывать на себе всю крепость защитных порядков итальянских клубов, а также самому много времени проводить в обороне.
В межсезонье в «Фиорентине», завершившей чемпионат на 9-м месте, произошла смена главного тренера — Клаудио Раньери перешёл в испанскую «Валенсию», а на его место пришёл Альберто Малезани. Новый тренер сразу стал доверять Канчельскису, используя его на более привычных для того позициях. Канчельскис, которому нравилось в Италии, уже привык и освоился в Серии А. Имея в составе таких мастеров, как Канчельскис, Франческо Тольдо, Руй Кошта и Габриэль Батистута, «Фиорентина» строила амбициозные планы на сезон.
Начало сезона выдалось для Канчельскиса удачным. Уже во втором туре чемпионата 14 сентября 1997 года в матче «Фиорентина» — «Бари» он забил свой первый гол в Италии и помог клубу одержать вторую победу на старте первенства. В третьем туре 21 сентября 1997 в гостевом матче с «Интером» агрессивный игрок хозяев Тарибо Уэст в жёстком единоборстве нанёс Канчельскису травму голеностопа, которая надолго вывела его из строя, а «Фиорентина» проиграла со счётом 2:3.
Спустя месяц сборной России предстоял важнейший стыковой матч за выход на чемпионат мира 1998 года со сборной Италии. Только что восстановившийся после травмы Канчельскис, как один из лидеров сборной, не мог пропустить эту игру. Встреча в Москве проходила в снегопад и трёхградусный мороз. В середине первого тайма, прерывая прорыв Канчельскиса, вратарь сборной Италии Джанлука Пальюка выбежал вперёд и в броске завладел мячом. Канчельскис резко затормозил, но по инерции проехал по скользкому газону в направлении вратаря и свалился на него. Травмированный Пальюка был вынужден покинуть поле, а в ворота встал 19-летний Джанлуиджи Буффон, один из самых молодых вратарей в истории сборной Италии (этот матч стал дебютным выступлением вратаря за сборную). Как выяснилось чуть позже, Канчельскис тоже пострадал в этом столкновении, и после перерыва его заменил Дмитрий Хохлов.
В результате этих травм сезон для Канчельскиса оказался скомканным. За оставшееся время ему удалось забить ещё только один гол. 16 мая 1998 года в игре последнего тура против «Милана» «Фиорентине» нужна была только победа, чтобы получить путёвку в Кубок УЕФА. Забив второй гол, Канчельскис установил окончательный счёт в матче — 2:0.
Перед началом сезона 1998/99 в руководстве «Фиорентины» в очередной раз произошли некоторые перестановки: ушёл в «Болонью» спортивный директор, который и покупал в своё время Канчельскиса, также покинул клуб главный тренер Альберто Малезани, который был высокого мнения о россиянине и даже предлагал ему перейти вместе с ним в «Парму».
В итоге «Фиорентина» продала Канчельскиса в разбогатевший шотландский «Рейнджерс». Канчельскис стал рекордным приобретением чемпионов Шотландии: переход из «Фиорентины» обошёлся «Рейнджерс» в 5,5 миллионов фунтов.
| Годы    | Серия А | Серия А | Кубок Италии | Кубок Италии | Всего | Всего |
| Годы    | Матчи   | Голы    | Матчи        | Голы         | Матчи | Голы  |
| ------- | ------- | ------- | ------------ | ------------ | ----- | ----- |
| 1997—98 | 26      | 2       | 2            | 0            | 28    | 2     |

### Возвращение в Британию

#### Глазго. «Рейнджерс»
Перед сезоном 1998/99 руководство шотландского клуба «Рейнджерс» из Глазго поставило своей целью вывести клуб на более высокие результаты. Планировалось создать клуб, не только доминирующий в национальном первенстве, но и на равных конкурирующий с лучшими клубами Европы, в частности в играх Лиги чемпионов.
Для этой цели на пост тренера «Рейнджерс» был приглашён известный голландский тренер Дик Адвокат, а также выделен огромный бюджет на покупку новых игроков. Среди новичков оказался и Андрей Канчельскис, который стал самой дорогой покупкой для шотландского клуба. С обоими были подписаны контракты на четыре года.
В первом сезоне Канчельскису, который постоянно выходил на поле в основном составе, вместе со своей новой командой удался своеобразный трофейный хет-трик. В Шотландии «Рейнджерс» выиграл всё — стал чемпионом, а также завоевал Кубок Шотландии и Кубок шотландской лиги. Подобное удалось «рейнджерам» уже в шестой раз. Но на европейской арене добиться успеха шотландцы не смогли, уступив в 1/8 финала Кубка УЕФА будущему победителю этого турнира — итальянской «Парме» под руководством Альберто Малезани, предыдущего тренера Канчельскиса в «Фиорентине».
Следующий сезон для российского полузащитника сложился менее удачно. Начало сезона — а оно включило успешное противостояние за выход в групповой турнир Лиги чемпионов всё с той же «Пармой» Малезани — Канчельскис пропустил из-за травмы ахиллова сухожилия. На позиции правого полузащитника его с успехом заменил новичок команды американец Рейна, так что даже после восстановления Канчельскис зачастую выходил только на замену и сыграл до конца года всего в 10 матчах, забив 3 мяча.
После зимнего перерыва Канчельскис стал получать гораздо больше игровой практики, постоянно выходил в стартовом составе, как в чемпионате, так и в Кубке. Правда, забить гол в премьер-лиге удалось лишь однажды — в победном матче со счётом 4:0 против «Селтика».
«Рейнджерс», как и год назад, стали чемпионами Шотландии и обладателями Кубка страны. Покорение же Европы опять не удалось. В групповом турнире Лиги чемпионов команда заняла третье место и продолжила участие только в 1/16 финала Кубка УЕФА, где была обыграна немецкой «Боруссией».
С получением ещё больших полномочий от руководства клуба перед сезоном 2000/01 главный тренер «Глазго Рейнджерс» Дик Адвокат продолжил приглашать в команду дорогостоящих земляков, вследствие чего игровое время других футболистов и Канчельскиса в частности резко уменьшилось. А домашний матч 13-го тура премьер-лиги, 28 октября 2000 года, с «Килмарноком», завершившийся сенсационным разгромом чемпионов Шотландии со счётом 0:3, стал для него и вовсе последним матчем этого сезона за шотландский клуб.
После небольшого конфликта на тренировке с Фернандо Риксеном, одним из голландских игроков команды, российский полузащитник был отстранён от основного состава. От предложения Дика Адвоката тренироваться и играть за дублирующий состав Канчельскис наотрез отказался, из-за чего последовали санкции руководства клуба, и Андрею всё равно пришлось целый месяц тренироваться с молодёжной командой «Рейнджерс». Но и после отбытия наказания Канчельскис продолжал не попадать даже в заявки команды на матчи. Появились слухи о продаже игрока в какой-либо из клубов английской премьер-лиги, но высокая стоимость игрока отпугивала потенциальных покупателей.
В то же время к моменту появления в команде очередного новичка, Туре Андре Флу (самого дорогого футболиста в истории Шотландии), моральная обстановка в команде и среди болельщиков была накалена до предела, а неудачные результаты только подливали масла в огонь.
К зимнему перерыву «Рейнджерс» занимал только третье место в национальном чемпионате, отставая от лидировавшего «Селтика» на 12 очков. Выступление в еврокубках также прошло бесславно, по прошлогоднему сценарию — 3-е место в группе Лиги чемпионов и поражение в 1/16 финала Кубка УЕФА от немецкого «Кайзерслаутерна».
В конце января 2001 года Канчельскису поступило предложение о переходе на правах аренды до конца сезона в английский клуб «Манчестер Сити», и он на него согласился.

#### «Манчестер Сити»
Положение, в котором находился в то время английский клуб, было не из лучших. «Манчестер Сити» находился среди аутсайдеров чемпионата, занимая после 24 туров 18-е место, и вёл тяжёлую борьбу за выживание в премьер-лиге. Но для Канчельскиса важно было играть, и в «Сити» он мог получить эту возможность. Положительной стороной в переходе являлось ещё и то, что тренером клуба был хорошо знакомый ему по совместной работе в «Эвертоне» Джо Ройл, который на него рассчитывал и знал его возможности. Соглашение об аренде было заключено на три месяца с возможностью продления.
Дебютировал за новый клуб Андрей Канчельскис в ближайшем же туре, в матче против грозного «Ливерпуля». Выйдя на поле после перерыва, он провёл весь второй тайм, на привычном правом фланге полузащиты. Проигрывая после первого тайма 0:1, «Манчестер Сити» отыгрался через три минуты после выхода Канчельскиса, и матч закончился со счётом 1:1. Хорошо выглядевший россиянин в следующем матче против «Мидлсбро» вышел уже в стартовом составе и фактически отличился забитым голом — мяч после удара Андрея рикошетом от защитника влетел в сетку ворот соперника. Чуть позже в матче Кубка Англии всё с тем же «Ливерпулем» Андрей всё-таки забил свой первый гол за «Сити», но матч был проигран 2:4. Впрочем, этот гол остался у него единственным за всё время арендного срока.
За это время Канчельскис принял участие в 10 матчах премьер-лиги, но его помощь не спасла «Манчестер Сити» от вылета, и российский легионер досрочно возвратился в шотландский «Рейнджерс». После того как английский клуб потерял всякие шансы на выживание в премьер-лиге, возможность продления контракта с футболистом даже не обсуждалась.

#### «Рейнджерс». Последний сезон
Сезон 2001/2002. Канчельскис вернулся в «Рейнджерс», который в прошедшем сезоне не только ничем не отличился в Европе, но и не выиграл ни одного шотландского трофея (на этот раз трофейный хет-трик удался «Селтику»). Но это никак не отразилось на судьбе голландца Дика Адвоката, который продолжал тренировать команду. Учитывая сложные отношения между ним и российским легионером, ожидать стабильного появления Андрея Канчельскиса в составе «Рейнджерс» не приходилось, что ближайшее будущее и подтвердило. 5 игр (250 мин) в августе и сентябре — это всё время, выделенное Адвокатом российскому полузащитнику.
Осенью 2001 в очередной раз вылетевшему из Лиги чемпионов (уже на стадии 3-го квалификационного раунда) шотландскому клубу выпало встречаться в Кубке УЕФА с российскими командами. Сначала с «Анжи» (единственный матч (из-за нежелания шотландцев ехать в Махачкалу УЕФА решила провести один матч на нейтральном поле) прошёл не в Махачкале, а в Варшаве), а затем с московским «Динамо». Матчи с «Анжи» в Варшаве и «Динамо» в Глазго Канчельскис провёл на скамейке запасных, а на ответную игру с москвичами вообще не полетел по решению тренера.
11 декабря 2001 Дик Адвокат, контракт с которым истекал в конце сезона, досрочно покинул пост тренера «Рейнджерс». Причиной этого стали неудовлетворительные результаты команды: ранний вылет из Лиги чемпионов и 2-е место в чемпионате Шотландии после 17 туров, с отставанием на 12 очков от лидера премьер-лиги, принципиального соперника — «Селтика». Оставшиеся полгода голландец проработал в клубе на должности спортивного директора. Новым главным тренером клуба из Глазго стал Алекс Маклиш, до этого возглавлявший шотландский «Хиберниан». На увеличении игровой практики Андрея Канчельскиса эта тренерская рокировка поначалу никак не отразилась. До начала марта он поучаствовал только в двух играх на Кубок Шотландии, забив гол в последней из них. После этого он стал чаще выходить на поле и сыграл ещё в 7 матчах, большинство из которых начинал в стартовом составе и проводил без замен.
Шотландский клуб решил не продлевать контракт с Андреем Канчельскисом, истекающий летом 2002 года. Таким образом, 33-летний россиянин, четыре сезона (с перерывом на аренду в «Манчестер Сити») защищавший цвета клуба из Глазго, с 1 июля стал свободным агентом.
| Годы    | Премьер-лига | Премьер-лига | Кубок Шотландии | Кубок Шотландии | Кубок лиги | Кубок лиги | Еврокубки | Еврокубки | Всего | Всего |
| Годы    | Матчи        | Голы         | Матчи           | Голы            | Матчи      | Голы       | Матчи     | Голы      | Матчи | Голы  |
| ------- | ------------ | ------------ | --------------- | --------------- | ---------- | ---------- | --------- | --------- | ----- | ----- |
| 1998—99 | 31           | 7            | 5               | 1               | 2          | 0          | 7         | 1         | 45    | 9     |
| 1999—00 | 28           | 4            | 5               | 1               | 2          | 0          | 5         | 0         | 40    | 5     |
| 2000—01 | 7            | 1            | 0               | 0               | 0          | 0          | 7         | 2         | 14    | 3     |
| 2001—02 | 10           | 1            | 3               | 1               | 0          | 0          | 1         | 0         | 14    | 2     |
| Всего   | 76           | 13           | 13              | 3               | 4          | 0          | 20        | 3         | 113   | 19    |

#### «Саутгемптон»
Поиски нового клуба для Канчельскиса привели к тому, что появился вариант с продолжением его карьеры в «Саутгемптоне», занявшем в сезоне 2001/02 11-е место в английской Премьер-лиге.
15 августа 2002 года российский легионер провёл переговоры с главным тренером английской команды Гордоном Страканом, который предложил поучаствовать в тренировках с основным составом, в течение двух недель. По окончании этого срока, 30 августа, руководством клуба было принято решение о подписании с Канчельскисом контракта на один год.
11 сентября состоялся дебют россиянина уже в четвёртом для него клубе АПЛ, в матче против своего предыдущего клуба — «Эвертона» (первая игра за «Эвертон» у Канчельскиса была против «Саутгемптона»). Игра закончилась победой «Саутгемптона», первой в пяти стартовых турах чемпионата, а единственный и победный гол был забит во втором тайме, после выхода Андрея Канчельскиса на замену. Но больше на поле российский полузащитник в этом сезоне не выходил (не считая 20 минут в матче Кубка лиги). Всё остальное время, при отсутствии тренерского доверия, Канчельскис просто числился в составе «Саутгемптона».

### Саудовская Аравия. «Аль-Хиляль»
В начале февраля 2003 года в карьере Андрея Канчельскиса был совершён неожиданный поворот. В связи с полным отсутствием игровой практики он досрочно прекратил сотрудничество с «Саутгемптоном» и подписал четырёхмесячный контракт с чемпионом Саудовской Аравии — клубом «Аль-Хиляль» из Эр-Рияда, лидировавшем в чемпионате страны.
Но защитить свой титул в 2003 году клубу не удалось, он занял только 5-е место в чемпионате и не смог пробиться в стадию плей-офф. Канчельскис принял участие в трёх матчах регулярного чемпионата. Также он сыграл в 3 матчах азиатской Лиги чемпионов, но и тут «Аль-Хиляль», заняв последнее место в группе, рано прекратил борьбу за победу в турнире.
И все же Канчельскису удалось выиграть один трофей за этот короткий и экзотичный период в своей карьере. «Аль-Хиляль» завоевал Кубок Саудовской Аравии (Кубок короля), в четвертьфинале которого российский полузащитник забил свой единственный «аравийский» гол и был признан лучшим игроком матча. В мае 2003 г. «Аль-Хиляль», уже экс-чемпион страны, решил не продлевать контракт с Андреем Канчельскисом, и россиянин вернулся в Англию.
Летом легионер искал варианты продолжения карьеры на Британских островах, тренировался в команде второго английского дивизиона «Брайтон энд Хоув Альбион», но, так и не получив достойных предложений, до конца года остался без клуба.

### Россия

#### «Динамо» Москва
В начале декабря 2003 года Андрей Канчельскис прилетел в Москву, где провёл переговоры с руководством московского «Динамо», не в первый раз проявившим интерес к полузащитнику со времени окончания его шотландской карьеры. По итогам переговоров было принято решение, что до подписания контракта Канчельскис примет участие в тренировочных сборах с командой, в ходе которых новый главный тренер «Динамо», чех Ярослав Гржебик, оценит его физическую форму и игровые возможности.
По договорённости с тренером Канчельскис присоединился к команде перед первым зарубежным сбором, проходившим в Турции. Примечательно, что уже во время одной из игр на сборе после ухода с поля динамовского вратаря Березовского именно к опытному Канчельскису перешла капитанская повязка.
После окончания сбора «Динамо» возвратилось в Москву, где состоялись переговоры между руководством клуба и агентом футболиста. 22 января был подписан контракт по схеме 1+1. На следующий день — в день своего 35-летия — Андрей Канчельскис торжественно скрепил подписью контракт с динамовским руководством на организованной клубом пресс-конференции.
Следующий тренировочный сбор «Динамо» проходил в Испании. Андрей Канчельскис принял участие во всех трёх контрольных матчах на сборе. А в игре против «Цюриха» вышел на поле в роли капитана.
В очередном интервью Гжебик отметил: «Канчельскис очень хорошо работает. У меня нет никаких сомнений, что его опыт наверняка здорово пригодится команде».
12 февраля 2004, перед третьим предсезонным сбором в Германии, руководством «Динамо» была организована встреча в Москве с болельщиками, где состоялось представление новичков клуба, среди которых отсутствовал самый титулованный — Андрей Канчельскис. Также становится известно, что он не включён в список игроков, отправляющихся на сборы. Его отсутствие объяснялось определёнными разногласиями с Гжебиком, а также травмой, полученной на последней тренировке в Испании.
13 февраля «Динамо» улетает в Германию, а Канчельскис, после тщательного врачебного осмотра в спортивном диспансере, получает неприятный диагноз — перелом ребра со смещением. Игроку были предписаны лёгкие тренировки без работы с мячом.
27 февраля, за две недели до начала чемпионата России, «Динамо» отправилось на заключительный сбор — в Чехию. Канчельскис остаётся в Москве, занимаясь по индивидуальной программе. Сообщается, что так и не преодолены возникшие в Испании разногласия между полузащитником и главным тренером Гжебиком, за короткое время успевшим отметиться суровыми требованиями к дисциплине в команде.
10 марта закончился срок подачи командами премьер-лиги заявок на чемпионат России 2004. Андрея Канчельскиса в списке «Динамо» не оказалось, что стало полной неожиданностью для футбольной общественности и для игрока, начавшего накануне тренироваться с дублирующим составом. Это событие фактически означало, что как минимум на первую половину российского первенства полузащитник остался без работы. 15 марта руководство «Динамо» сообщило о разрыве контракта с Канчельскисом.
25 марта Андрей Канчельскис, не согласившийся с увольнением из «Динамо», подал заявление в Палату РФС по разрешению споров с требованием восстановить его на работе в клубе. При этом руководители московского клуба заявили, что повод для увольнения был более чем веский — появление футболиста в нетрезвом состоянии на тренировке и отстранение его Гжебиком от занятий. Если верить служебным запискам руководства бело-голубых, это случилось 7 февраля в испанской Марбелье.
Одноклубники Канчельскиса предприняли попытку обратиться к главному тренеру с просьбой о пересмотре его жёсткого решения, но она оказалась безуспешной.
В итоге разгорелся крупный скандал, который отразился на имидже как игрока, так и клуба. 30 марта, на первом заседании Палаты РФС по разрешению споров, окончательного решения по делу принято не было. Сторонам было предложено договориться мирным путём, однако этого не произошло, и судебная тяжба между Канчельскисом и динамовским руководством затянулась до конца года.
12 июля 2004 года Ярослав Гжебик был уволен из «Динамо», находившегося на 14-м месте в чемпионате.
20 декабря 2004 Палата по разрешению споров Комитета РФС по статусу игроков обязала столичный клуб выплатить футболисту компенсацию за досрочное расторжение трудового договора. А по судебному решению была изменена запись об увольнении в трудовой книжке. Но в это время Канчельскис уже готовился ко второму своему сезону в России.

#### «Сатурн» Московская область
Несмотря на неприятное начало карьеры в России, Андрей Канчельскис всё же принял решение связать свою футбольную судьбу с другим клубом российской премьер-лиги. С начала апреля 2004 он приступил к тренировкам в раменском «Сатурне», по договорённости с главным тренером команды Борисом Игнатьевым. 4 июня 2004 между клубом и игроком был подписан контракт на полгода. В «Сатурне» Канчельскис присоединился к своему бывшему одноклубнику по киевскому «Динамо», донецкому «Шахтёру» и сборной России Виктору Онопко. В новом клубе Андрей выбрал себе примечательный игровой номер — 47.
3 июля 2004 года в матче против пермского «Амкара» (тренер Оборин) состоялся долгожданный дебют известного полузащитника в российском чемпионате. С этого дня за ним закрепился своеобразный рекорд — он стал последним дебютантом российских чемпионатов, который начинал играть ещё в советских турнирах. В этой игре, завершившейся со счётом 1:1, Канчельскис сыграл 73 минуты и отметился жёлтой карточкой, первой и единственной за время выступления в «Сатурне».
Первый «российский» гол Андрей забил 10 августа: Кубок России 2004/05, 1/16 финала (2-й матч). Набережные Челны. «КАМАЗ» — «Сатурн» — 1:3. А 18 октября он записал на свой счёт и первые голы в чемпионате России — забив сразу два мяча в домашнем матче против владикавказской «Алании» (5:1). К этому времени в «Сатурне» сменился главный тренер — вместо Игнатьева в команду пришёл Александр Тарханов, который проявил заинтересованность в дальнейшем сотрудничестве с Канчельскисом, и контракт с игроком был продлён ещё на год.
В июне 2005 года «Сатурн» пережил очередную тренерскую перестановку — Тарханова сменил Владимир Шевчук. При новом тренере Канчельскису пришлось осваивать новую футбольную специальность — крайнего защитника. Несмотря на травмы, преследовавшие 36-летнего игрока, в большинстве матчей он выходил на поле в стартовом составе, нередко проводя на поле все 90 минут.
Добиться командных успехов с «Сатурном» Канчельскису не удалось. 7-е место в 2004 и 11-е в 2005 были очень далеки от амбиций болельщиков и руководства клуба. После завершения сезона «Сатурн» не стал продлевать контракты с Канчельскисом, а также с Онопко, и оба ветерана покинули клуб.

#### «Крылья Советов» Самара

Канчельскис в игре «КС» — «Луч-Энергия»

В середине декабря 2005 Андрей Канчельскис присоединился на сборах к самарскому клубу «Крылья Советов» под руководством главного тренера Гаджи Гаджиева, с которым он был знаком по выступлениям в сборной СССР и России. С «Крыльями» Канчельскис прошёл всю предсезонную подготовку и перед самым началом сезона — 7 марта 2006 года — подписал годичный контракт.
После того как все клубы премьер-лиги подали свои заявки игроков на чемпионат 2006, оказалось, что Андрей Канчельскис будет самым возрастным игроком этого года в России. И провёл он этот чемпионат на достойном уровне — сыграл в 22 матчах из 30, пропустив некоторые матчи из-за травмы или болезни.
Выступая на позиции правого крайнего защитника — такую роль на поле определил ему Гаджиев, — отличиться забитым мячом Андрею удалось только однажды. 6 мая в Самаре Андрей Канчельскис открыл счёт в победном матче против «Томи» (2:1). В феврале 2009 года этот мяч оказался 100-м в учёте «Клуба 100» российских бомбардиров.
Канчельскис стал одним из лидеров «Крыльев» и после травмы Андрея Гусина взял на себя обязанности капитана команды. Во многих матчах он был одним из лучших в составе «Крыльев», трижды попадал в символическую сборную тура по версии газеты «Спорт-Экспресс». По итогам чемпионата российской премьер-лиги 2006 Канчельскис был признан лучшим футболистом-ветераном (не менее 33 лет на начало чемпионата) по оценкам «СЭ».
В декабре 2006 Гаджи Гаджиева на тренерском мостике «Крыльев» сменил Сергей Оборин. Новый тренер команды обозначил курс на омоложение состава, и стало ясно, что в следующем сезоне играть за «Крылья» Канчельскис точно не будет.
| Клуб           | Годы | Премьер-лига | Премьер-лига | Кубок России | Кубок России | Всего | Всего |
| Клуб           | Годы | Матчи        | Голы         | Матчи        | Голы         | Матчи | Голы  |
| -------------- | ---- | ------------ | ------------ | ------------ | ------------ | ----- | ----- |
| Сатурн         | 2004 | 12           | 2            | 2            | 1            | 14    | 3     |
| Сатурн         | 2005 | 20           | 1            | 5            | 0            | 25    | 1     |
| Крылья Советов | 2006 | 22           | 1            | 2            | 0            | 24    | 1     |
| Всего          |      | 54           | 4            | 9            | 1            | 63    | 5     |

Я занимаюсь футболом с восьми лет. Но сыграю прощальный матч лишь тогда, когда почувствую, что в тягость самому футболу. А пока есть желание и силы, пока могу приносить пользу команде, буду выходить на поле и отдавать игре всего себя без остатка. Футбол — моя жизнь. А жить вполнакала — не по мне.

В цветах «Крыльев Советов», 2006 год

11 февраля 2007 года 38-летний Андрей Канчельскис объявил о завершении своей игровой карьеры.
Последний матч Канчельскиса в большом футболе:
26 ноября 2006. Самара. «Крылья Советов» — «Спартак» Москва (0:1).
Однажды Андрей Канчельскис сыграл один матч в составе московского «Спартака». Это произошло 22 мая 1994 года в матче с бразильским клубом «Палмейрас» на московском турнире в честь 65-летия со дня рождения Льва Ивановича Яшина.

## Карьера в сборной

### СССР
Выступления Андрея Канчельскиса в сборной СССР начались с молодёжной команды в 1989 году. В составе крепкой, молодой и перспективной команды в 1990 году он завоевал золотую медаль молодёжного чемпионата Европы. В ответной игре финального двухматчевого противостояния со сборной Югославии Андрей забил один из трёх мячей своей команды, и сборная СССР, укрепив домашней победой 3:1 гостевой результат 4:2, стала чемпионом Европы. Люди, составлявшие костяк той молодёжной сборной, затем оказались и в национальной команде.
Дебют Канчельскиса в главной команде страны состоялся 23 августа 1989 года. Валерий Лобановский, руководивший в то время сборной, выпустил его, тогда ещё киевского динамовца, на замену на последней минуте товарищеского матча со сборной Польши в Любине.
Выступать в сборной постоянно Канчельскис стал спустя год — в августе 1990 года ему в донецкий «Шахтёр» поступил вызов от нового главного тренера национальной команды Анатолия Бышовца. Первый свой гол молодой полузащитник забил в Москве 12 сентября 1990, в первой игре отборочного цикла чемпионата Европы 1992 против сборной Норвегии.
Заняв первое место в группе, сборная СССР обошла Италию (бронзового призёра ЧМ-1990) и успешно квалифицировалась на Евро-1992. 13 ноября 1991 года стал автором последнего гола сборной СССР по футболу. На самом чемпионате сборная теперь уже СНГ выступила неудачно, не одержав ни одной победы в трёх матчах. Канчельскис сыграл все матчи Евро-1992 без замен.

### Россия (1992—1994)
После европейского первенства сборная СНГ прекратила своё существование, и Канчельскису предстояло выбрать, за какую национальную сборную — России, Украины или Литвы (отец Андрея был литовцем по происхождению.) — продолжить свои дальнейшие выступления. Как и многие игроки (Никифоров, Цымбаларь, Юран, Онопко и др.), Андрей выбрал команду России, которая стала правопреемницей советской сборной и получила возможность выступать в отборочных матчах ЧМ-94. Главным тренером сборной России был назначен Павел Садырин.
Дебют Канчельскиса в российской команде состоялся 14 апреля 1993 года в гостевом отборочном матче ЧМ-94 со сборной Люксембурга — 4:0. А уже в следующей отборочной встрече, 28 апреля со сборной Венгрии в Москве, он открыл счёт на 55-й минуте, забив свой первый гол за российскую сборную, и положил начало разгрому соперников со счётом 3:0.
В итоге сборная России завоевала путёвку на ЧМ-1994, но поехать с командой в США Канчельскис не смог. В ноябре 1993 года он стал одним из подписавшихся под «письмом 14-ти», сделав это «дистанционно» — из Манчестера по факсу. Несмотря на личные уговоры Садырина, Андрей отказался вернуться в сборную и упустил шанс принять участие в мировом первенстве. Другой такой возможности в его карьере не представилось.

### Россия (1994—1998)
Спустя два месяца после ЧМ-94 полузащитник «МЮ» вернулся в сборную, руководимую уже Олегом Романцевым. Команда без труда пробилась на «домашнее» для «англичанина» Канчельскиса Евро-96, где он сыграл два матча из трёх.
Неудачный итог выступления в Англии (невыход из группы) послужил причиной для очередной тренерской перестановки в российской сборной — к чемпионату мира во Франции команду готовил Борис Игнатьев. Но в этом розыгрыше сборная России потерпела ещё большее фиаско. Она заняла второе место в отборочной группе, и ей предстояли стыковые матчи со сборной Италии (вице-чемпионом ЧМ-94). В первой игре (1:1) Канчельскис провёл на поле только первый тайм и в перерыве был заменён из-за травмы. За ответным матчем, проигранном россиянами 0:1, ему оставалось наблюдать со стороны. Впервые с 1978 года сборная СССР/России пропускала первенство планеты.
Последний матч за сборную Андрей сыграл 5 сентября 1998 года на Олимпийском стадионе в Киеве против Украины.
В 1999 году на пост главного тренера российской сборной вернулся Романцев, и Канчельскис в главную команду страны больше не приглашался.
| Сборная | Годы      | Евро-1992 | Евро-1992 | Евро-1992 | Евро-1992 | ЧМ-1994 | ЧМ-1994 | Евро-1996 | Евро-1996 | Евро-1996 | Евро-1996 | ЧМ-1998 | ЧМ-1998 | Евро-2000 | Евро-2000 | Тов.матчи | Тов.матчи | Всего | Всего |
| Сборная | Годы      | Отбор.    | Отбор.    | Финал.    | Финал.    | Отбор.  | Отбор.  | Отбор.    | Отбор.    | Финал.    | Финал.    | Отбор.  | Отбор.  | Отбор.    | Отбор.    |           |           |       |       |
| Сборная | Годы      | Матчи     | Голы      | Матчи     | Голы      | Матчи   | Голы    | Матчи     | Голы      | Матчи     | Голы      | Матчи   | Голы    | Матчи     | Голы      | Матчи     | Голы      | Матчи | Голы  |
| ------- | --------- | --------- | --------- | --------- | --------- | ------- | ------- | --------- | --------- | --------- | --------- | ------- | ------- | --------- | --------- | --------- | --------- | ----- | ----- |
| СССР    | 1989—1991 | 8         | 3         | —         | —         | —       | —       | —         | —         | —         | —         | —       | —       | —         | —         | 9         | 0         | 17    | 3     |
| СНГ     | 1992      | —         | —         | 3         | 0         | —       | —       | —         | —         | —         | —         | —       | —       | —         | —         | 3         | 0         | 6     | 0     |
| Россия  | 1993—1998 | —         | —         | —         | —         | 5       | 1       | 6         | 0         | 2         | 0         | 6       | 1       | 1         | 0         | 16        | 2*        | 36    | 4*    |
| Всего   |           |           |           |           |           |         |         |           |           |           |           |         |         |           |           |           |           | 59    | 7*    |

* — Российский футбольный союз, Федерация футбола Франции и другие источники считают единственный мяч, забитый Россией в товарищеском матче Франция—Россия (28 июля 1993, 3:1), автоголом Лорана Блана. Но некоторые источники приписывают этот гол Канчельскису. В таком случае у него было бы на 1 гол больше в отмеченных звёздочкой ячейках.
Кроме официальных матчей, Канчельскис принимал участие во встрече, посвящённой 100-летию российского футбола, в которой сборная России играла со сборной ФИФА, это было 18 августа 1997 в Лужниках.

## Достижения

### Клубные
Динамо Киев
- Бронзовый призёр чемпионата СССР (1989)

Манчестер Юнайтед
- Обладатель Суперкубка Европы (1991)
- Чемпион Англии (1992/93, 1993/94)
- Обладатель Кубка Англии (1993/94)
- Обладатель Кубка Футбольной лиги (1991/92)
- Обладатель Суперкубка Англии (1993, 1994)

Рейнджерс
- Чемпион Шотландии (1999, 2000)
- Обладатель Кубка Шотландии (1999, 2000, 2002)
- Обладатель Кубка шотландской лиги (1999, 2002)

Аль-Хиляль
- Обладатель Кубка Саудовской Аравии (2003)

### В сборной
- Победитель молодёжного чемпионата Европы (1990)
- Участник финальных турниров чемпионатов Европы (1992, 1996)

### Личные
- Мастер спорта СССР (1989)
- Мастер спорта СССР международного класса (1990)
- Заслуженный мастер спорта России (2011) — за победу в Суперкубке УЕФА 1991 года[41]
- В списке 33 лучших футболистов сезона в СССР — № 1 (1990)
- Лауреат премии «Стрелец» — лучший российский легионер (1995)
- Обладатель Приза сэра Мэтта Басби лучшему игроку года (1995)
- Игрок месяца английской Премьер-лиги (апрель 1996)
- Лучший игрок графства Мерсисайд (1996)
- Лучший футболист-ветеран российской премьер-лиги (2006) по оценкам «СЭ»
- Член «Клуба 100» российских бомбардиров[34][42]

## Послеигровая карьера
В феврале 2007 года, после объявления о завершении карьеры, Канчельскис принял приглашение руководства ФК «Носта» Новотроицк на должность генерального директора клуба. В первенстве России 2006 года клуб занял первое место в зоне «Урал-Поволжье» второго дивизиона, и в 2007 году ему предстояло во второй раз в своей истории выступить в первом дивизионе. По итогам первенства-2007 «Носта» заняла рекордное для себя 7-е место. На следующий год улучшила результат, заняв 5-е место.
В декабре 2007 года главный тренер «Носты» Сергей Подпалый и Андрей Канчельскис посетили Италию по личному приглашению главного тренера клуба «Ювентус» Клаудио Раньери, под руководством которого Канчельскис играл за «Фиорентину». Подпалый прошёл недельную тренерскую стажировку в туринском клубе.
По итогам сезона 2009 года «Носта» покинула первый дивизион. На посту гендиректора ФК «Носта» Канчельскис находился вплоть до окончания контракта — до декабря 2009 года.
С декабря 2009 по декабрь 2010 года — главный тренер «Торпедо-ЗИЛ».
12 декабря 2010 года в Москве окончил 240-часовое обучение на тренерских курсах и получил лицензию Pro.
С декабря 2010 по 18 мая 2012 года — главный тренер футбольного клуба «Уфа».
20 июня 2012 года Канчельскис был назначен старшим тренером клуба «Волга» Нижний Новгород. Затем Канчельскис стал советником генерального директора по спортивным вопросам. По окончании сезона 2012/2013 покинул «Волгу».
31 августа 2014 года был назначен главным тренером латвийской «Юрмалы».
С 20 января по 26 апреля 2016 тренировал клуб ПФЛ «Солярис» Москва.
С мая 2017 года — главный тренер студенческой сборной России

### «Навбахор»
В октябре 2018 года Канчельскис возглавил клуб из Суперлиги Узбекистана — «Навбахор» из города Наманган за 7 туров до окончания чемпионата. До этого времени «Навбахор» уже успел вылететь из Кубка Узбекистана на стадии 1/16 финала. По итогам сезона под руководством Канчельскиса «Навбахор» выиграл бронзовые медали Суперлиги Узбекистана спустя 13 сезонов без титулов. 22 июня 2019 года Канчельскис был уволен с поста главного тренера из-за неудовлетворительных результатов. Матч 12-го тура Суперлиги, в котором «Навбахор» принимал «Бухару», Канчельскис смотрел на трибуне, а команду тренировал местный тренер Мустафа Байрамов. После матча болельщики «Навбахора» устроили прощальную встречу. Однако через два месяца Канчельскис снова стал главным тренером «Навбахора», сменив уже серба Деяна Джурджевича. Через год, в октябре 2020 Канчельскис покинул клуб уже из-за долгов по зарплате.

## Вне поля
- Автор книг «Kanchelskis» (1995, литературная запись — Джордж Скэнлон; на английском языке) и «Моя география» (2002, литературная запись — Олег Винокуров).
- Посол ФИФА. В октябре 2005 года Андрей Канчельскис стал послом ФИФА в «Детских деревнях — SOS» России[54]. Сотрудничество организации SOS-Kinderdorf International и ФИФА началось в 1995 году с общей целью помочь детям, оказавшимся без родительского попечения. В России, помимо Канчельскиса, статус посла имеют Андрей Аршавин и Егор Титов.
- В 1994 году британская группа «Status Quo» совместно с клубом «Манчестер Юнайтед» записала ставший впоследствии культовым гимн манкунианцев под названием «Come On You Reds» — «Вперёд, красные». В этом гимне, помимо таких великих игроков «МЮ» разных времён, как Чарльтон, Бест, Лоу, Шмейхель, Кантона, Инс, упоминается и Андрей Канчельскис. Его фамилия при перечислении футболистов, которые за заслуги перед клубом удостоились чести быть упомянутыми в песне, располагается между Брайаном Робсоном и Райаном Гиггзом.[55]
- Канчельскис, получивший подданство Великобритании в 1999 году, по британским законам после 35-летия стал получать пенсию, поскольку защищая цвета британских клубов, вносил взносы в пенсионный фонд для футболистов английских клубов[56].
- В июне 2006 года снялся в эпизодической роли фильма «Компот» — «… жонглировал мячом и сделал ещё пару футбольных трюков»[57]. Снялся в одном из эпизодов популярного телесериала «Счастливы вместе» в качестве камео.
- Хобби — шахматы, нарды (во время выступления за «Аль-Хиляль» часто играл в шахматы и нарды с аравийским принцем, спонсирующим футбольный клуб[58]); коллекционирование футболок игроков.

### Семья
Литовец Антанас Канчельскис из Каунаса проходил военную службу в Кировограде. Там он познакомился с украинской девушкой Евгенией. После увольнения Канчельскиса в запас они поженились и остались на Украине, где Канчельскис работал водителем грузовика, а жена на заводе. Андрей стал вторым ребёнком в семье после старшей сестры Натальи.
Летом 1990 года в Кировограде Андрей Канчельскис познакомился с Инной, которая была избрана «Мисс Кировоград». 22 июня 1991 года они поженились. Сын Андрей родился в Манчестере 21 декабря 1993 года, дочь Ева — в Глазго 23 марта 1999 года. В 2006 году Канчельскисы официально развелись, позже Инна вышла замуж за певца Стаса Михайлова.